# Gennaro Granito Pignatelli di Belmonte
Gennaro Granito Pignatelli di Belmonte (Napoli, 10 aprile 1851 – Città del Vaticano, 16 febbraio 1948) è stato un cardinale italiano della Chiesa cattolica, nominato da papa Pio X.

## Biografia

### I primi anni
Gennaro nacque il 10 aprile 1851 a Napoli, nell'allora Regno delle Due Sicilie, figlio di Angelo Granito, IV marchese di Castellabate, e da sua moglie Paolina Francesca Pignatelli-Aymerich, VII principessa di Belmonte e IX duchessa di Acerenza. Il 6 settembre 1871 ricevette la cresima nella cattedrale della città natale.
Studiò quindi al Collegio Mondragone di Frascati per proseguire con un precettore privato che lo ispirò alla carriera ecclesiastica. Studiò dunque all'Università di Napoli ove ottenne il dottorato in teologia ed il 2 marzo 1878 venne ascritto al clero napoletano.

### La fiorente carriera diplomatico-ecclesiastica
Il 7 giugno 1879 a Napoli ottenne l'ordinazione sacerdotale, divenendo in quello stesso anno segretario del cardinale arcivescovo di Napoli, rimanendo in carica sino al 1886. Prelato domestico di Sua Santità dal 4 aprile 1884, fu editore del giornale La Libertà Cattolica di Napoli dal 1886-1891. Canonico e ufficiale arcidiocesano della cattedrale di Napoli dal 1891, nel 1892 divenne membro della Sacra Congregazione per gli Affari Ecclesiastici Straordinari. Nel 1893 venne nominato ablegato per la consegna della berretta cardinalizia a due nuovi cardinali, Victor-Lucien-Sulpice Lécot e Joseph-Christian-Ernest Bourret, in Francia. Attaché presso la nunziatura di Francia dal 1893 al 1896, divenne membro della missione pontificia per l'incoronazione dello zar Nicola II di Russia nel 1896 e di quella per il 60º anniversario di regno della Regina Vittoria del Regno Unito, nel 1897. Uditore del cardinale Guglielmo Sanfelice d'Acquavella, arcivescovo di Napoli, divenne successivamente vice segretario per le visite dell'arcivescovo. Consigliere della nunziatura di Francia dal 1897 al 1899, ne divenne anche chargé d'affaires dal 1899.

### L'episcopato
Eletto arcivescovo titolare di Edessa di Osroene dal 17 novembre 1899, venne consacrato il 26 novembre di quello stesso anno nella cappella delle Sorelle di Sant'Anna in via Merulana a Roma, per mano del cardinale Mariano Rampolla del Tindaro, all'epoca Segretario di Stato della Santa Sede, assistito da Casimiro Gennari, arcivescovo titolare di Lepanto nonché assessore della Sacra Congregazione del Sant'Uffizio, e da Carlo Caputo, arcivescovo titolare di Nicomedia. Nominato nunzio apostolico in Belgio dal 5 dicembre 1899, fu inviato speciale del pontefice in Gran Bretagna in occasione dei funerali della Regina Vittoria nel 1901. Venne quindi nominato nunzio apostolico nell'Impero austro-ungarico, con facoltà di legato a latere, dal 15 gennaio 1904, rimanendovi sino al 6 gennaio 1911 quando diede spontaneamente le proprie dimissioni, ottenendo la gran croce dell'Ordine Reale di Santo Stefano d'Ungheria in riconoscimento al prezioso lavoro diplomatico svolto. Nel 1911 fu inviato speciale del pontefice all'incoronazione di Giorgio V a sovrano del Regno Unito.

### Il cardinalato
Il 27 novembre 1911 venne creato cardinale da papa Pio X, ricevendo la berretta cardinalizia ed il titolo di Santa Maria degli Angeli il 30 novembre di quello stesso anno. Nominato legato a latere al Congresso Eucaristico Internazionale di Lourdes tenutosi in Francia il 12 luglio 1914, prese parte in quello stesso anno al conclave che elesse papa Benedetto XV. Optò quindi per l'ordine dei cardinali vescovi ed ottenne la sede suburbicaria di Albano dal 6 dicembre 1915. Camerlengo del Sacro Collegio dei cardinali dal 4 dicembre 1916, mantenne tale incarico sino al 10 marzo 1919. L'8 maggio 1921 divenne legato pontificio in Francia, ad Orléans, in occasione delle celebrazioni che si tennero in quell'anno per commemorare l'opera di Giovanna d'Arco. Prese parte al conclave del 1922 che elesse papa Pio XI. Il nuovo pontefice lo nominò legato pontificio al Congresso Eucaristico Nazionale tenutosi a Palermo il 6 agosto 1924, missione dopo la quale, il 25 febbraio 1929, venne nominato vice decano del Sacro Collegio dei Cardinali. Optò quindi per la sede suburbicaria di Ostia, propria del decano del Sacro Collegio, mantenendo ad ogni modo anche la sede di Albano, dal 9 luglio 1930. Prefetto della Sacra Congregazione del Cerimoniale dal 14 luglio 1930, venne nominato legato a latere per l'apertura della porta santa della basilica di San Paolo fuori le mura a Roma il 13 marzo 1933, ed alla sua chiusura il 5 marzo 1934. Dal 1937 divenne gran priore di Roma del Sovrano Militare Ordine di Malta, carica che mantenne sino al 1938 (di cui suo nipote Raimondo del Balzo di Presenzano fu poi il primo titolare eletto dopo secoli dagli stessi cavalieri dell'Ordine) oltre che primo Cardinale patrono dello stesso Ordine. Prese parte al conclave del 1939 che elesse papa Pio XII. Fu protettore di numerosi ordini religiosi e congregazioni tra cui gli agostiniani scalzi, i frati minori, gli eremitani di Sant'Agostino ed i cappuccini.
Morì il 16 febbraio 1948, alle 10:13, a causa di una malattia complicata dall'età, nel suo appartamento nella residenza vaticana di Santa Marta. Sepolto in una tomba nell'area dei cappuccini al cimitero del Verano a Roma, alla sua morte era il più anziano tra i membri del sacro collegio e l'ultimo dei cardinali creati da Pio X.

## Genealogia episcopale e successione apostolica
La genealogia episcopale è:
- Cardinale Scipione Rebiba
- Cardinale Giulio Antonio Santori
- Cardinale Girolamo Bernerio, O.P.
- Arcivescovo Galeazzo Sanvitale
- Cardinale Ludovico Ludovisi
- Cardinale Luigi Caetani
- Cardinale Ulderico Carpegna
- Cardinale Paluzzo Paluzzi Altieri degli Albertoni
- Papa Benedetto XIII
- Papa Benedetto XIV
- Papa Clemente XIII
- Cardinale Bernardino Giraud
- Cardinale Alessandro Mattei
- Cardinale Pietro Francesco Galleffi
- Cardinale Giacomo Filippo Fransoni
- Cardinale Carlo Sacconi
- Cardinale Edward Henry Howard
- Cardinale Mariano Rampolla del Tindaro
- Cardinale Gennaro Granito Pignatelli di Belmonte

La successione apostolica è:
- Vescovo Augustín Fischer-Colbrie (1905)
- Vescovo Rudolf Hittmair (1909)
- Arcivescovo Gregorio Govrik, C.A.M. (1910)
- Vescovo Cletus Vincent Pejov, O.F.M.Cap. (1913)
- Vescovo Pasquale Ragosta (1914)
- Vescovo Pacifico Celso Carletti, O.F.M.Cap. (1914)
- Arcivescovo Victor Arrién (1914)
- Vescovo Giovanni Sodo (1915)
- Vescovo Damian Johannes Theelen, C.P. (1915)
- Vescovo Michele Izzi (1915)
- Vescovo Giuseppe d'Alessio (1917)
- Vescovo Luigi Scarano (1917)
- Patriarca Luca Ermenegildo Pasetto, O.F.M.Cap.(1921)
- Vescovo Giovanni Giuseppe Santini, O.F.M.Cap. (1925)
- Arcivescovo Giuseppe Antonio Ferdinando Bussolari, O.F.M.Cap. (1926)
- Vescovo Attilio Adinolfi (1928)
- Vescovo Giuseppe Marazzi (1928)
- Arcivescovo Joachim Rodrigues Lima, S.I. (1928)
- Vescovo Guglielmo Grassi (1937)
- Vescovo Alfonso Camillo de Romanis, O.S.A. (1937)
- Cardinale Pietro Boetto, S.I. (1938)
- Arcivescovo Vigilio Federico Dalla Zuanna, O.F.M.Cap. (1941)